# Wurmbea glassii
Wurmbea glassii là một loài thực vật có hoa trong họ Colchicaceae. Loài này được (C.H.Wright) J.C.Manning & Vinn. mô tả khoa học đầu tiên năm 2007.